# Antoni Salas Simó
Antoni Salas Simó (Reus, 1 de febrer de 1713 - Tarragona, 20 de maig de 1797) va ser un sacerdot català.
Fill de Josep Salas botiguer i Magdalena Simó i de Montserrat. Familiar de Bonaventura Salas i Bofarull.
Va ser Tresorer de la Catedral de Tarragona. Un retrat seu, procedent de la casa de Brocà Salas, al carrer de Monterols, va figurar uns anys a la galeria de fills il·lustres de Reus, ja que en va ser nomenat. El quadre porta una inscripció que diu que va ser enterrat a la Catedral de Tarragona.